# Hanbury (Staffordshire)
Pour les articles homonymes, voir Hanbury.

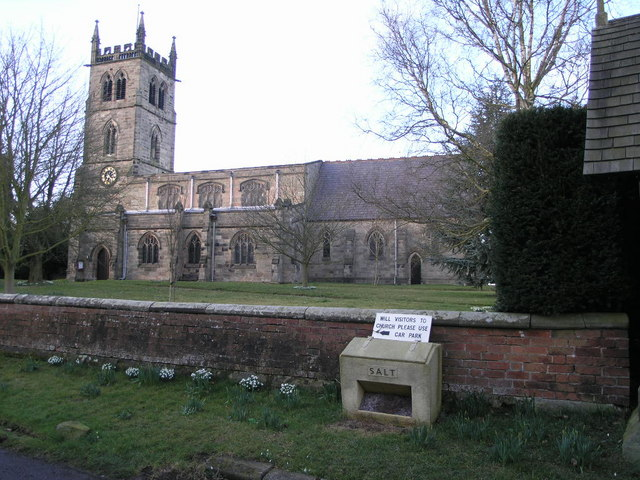
L'église du village, dédiée à sainte Werburgh, est un monument classé de Grade II*.

Hanbury est un village et une paroisse civile du Staffordshire, en Angleterre. Il est situé à cinq kilomètres au nord-ouest de la ville de Burton upon Trent, dans le district de l'East Staffordshire. Au moment du recensement de 2011, il comptait 510 habitants.

## Étymologie
Hanbury provient du vieil anglais heah « haut » et burh « place fortifiée ». Le nom du village est attesté à la fin du XIIe siècle sous la forme Hambury.